# Manuel Maroño
Manuel Maroño Calvo (Santiago de Compostela, 5 de julio de 1899 - ibídem, 3 de diciembre de 1936) fue un sindicalista y político español.

## Biografía
Fue tipógrafo en el taller del Seminario Conciliar compostelano desde los veinte años. De ideología socialista, no obstante se unió a la Asociación Tipográfica de Santiago, integrada en la Confederación Regional gallega del sindicato anarquista, Confederación Nacional del Trabajo (CNT), de la que en 1921 fue vicepresidente, y que terminó por presidir en 1924. Después pasó a ser miembro de la Unión General de Trabajadores (UGT), ocupando responsabilidades en la dirección de las distintas ramas profesionales y regionales del sindicato socialista. Fue miembro de la dirección y presidente de la agrupación socialista del Partido Socialista Obrero Español (PSOE) en Santiago.
Durante la huelga general de 1934 fue detenido el 10 de octubre por orden de la autoridad militar, siendo puesto en libertad al día siguiente. Aunque perdió su empleo en el seminario a causa de ello, fue después readmitido. Con el golpe de Estado de julio de 1936 que dio origen a la Guerra Civil, formó parte del Comité Ejecutivo del Frente Popular de Santiago de Compostela en representación de los sindicatos. Fue uno de los responsables de la defensa y protección del convento del Carmen. Fue detenido por los militares sublevados en el barrio de Vista Alegre, donde vivía su novia. Fue juzgado en consejo de guerra sumarísimo el 19 de noviembre de 1936, junto con los demás miembros del Comité del Frente Popular, doce en total, y condenado a muerte. Fue ejecutado en las inmediaciones del cementerio de Boisaca (Santiago de Compostela) el 3 de diciembre de 1936 junto a su hermano, José Maroño, Modesto Pasín Noya, Fernando Domínguez Caamaño, Luis Martínez Nouche, Francisco Ponte Ces, Rafael Pardo Carmona, Rafael Frade Peña, Luis Rastrollo González y José Germán Fernández.